# Erbusco
Erbusco là một đô thị thuộc tỉnh Brescia trong vùng Lombardia ở Ý. Đô thị này có diện tích 16 km², dân số thời điểm 31 tháng 12 năm 2004 là 7465 người.
Đô thị này có các làng sau: Lovera, Pedergnano, Spina, Villa, Zocco.
Đô thị này giáp với các đô thị sau: Adro, Cazzago San Martino, Coccaglio, Cologne (Italie), Palazzolo sull'Oglio, Rovato.